# Residenzmuseum
Residenzmuseum (ⓘ) ist die Bezeichnung für die Schauräume der Münchner Residenz, die seit 1920 unter dem Namen Residenzmuseum zu besichtigen sind.

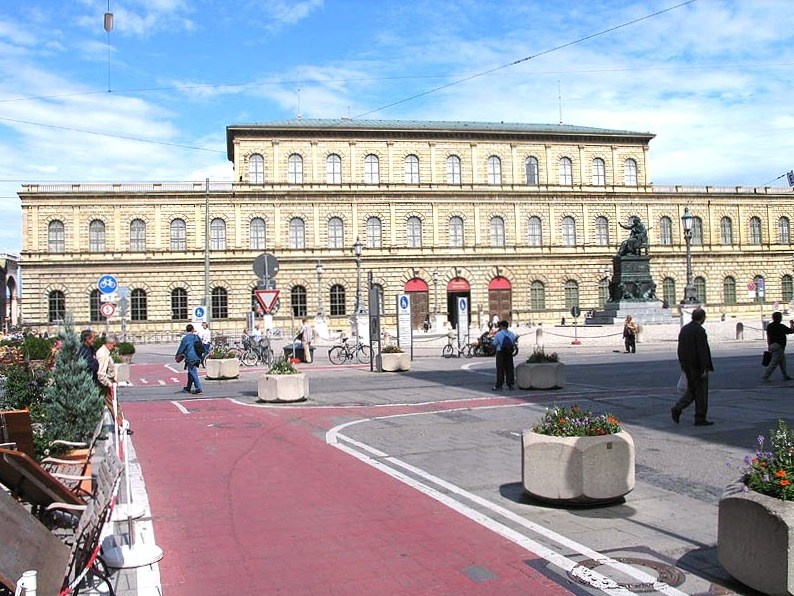
Königsbau der Münchner Residenz

## Geschichte

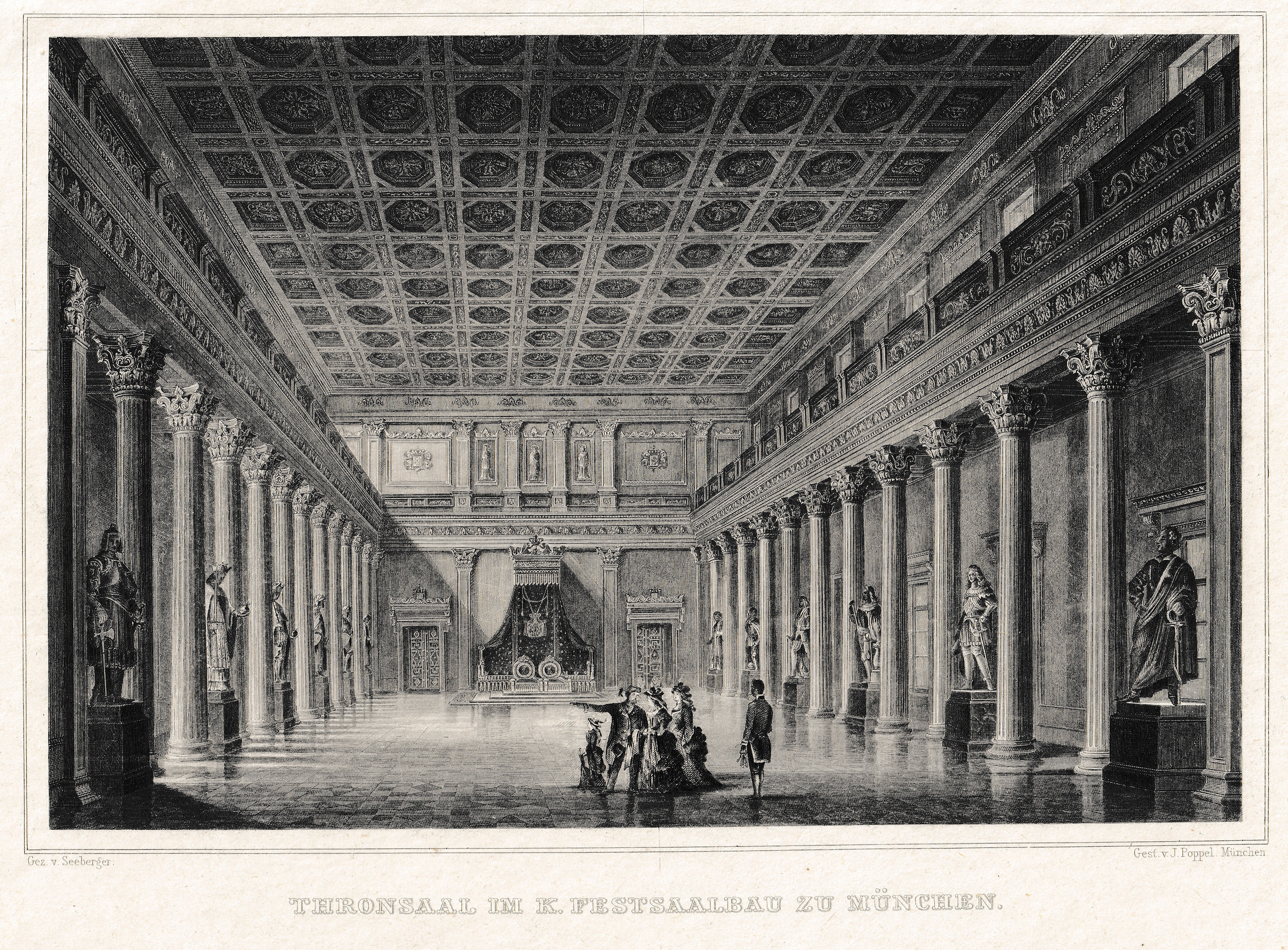
Thronsaal im Festsaalbau (Kriegsverlust)

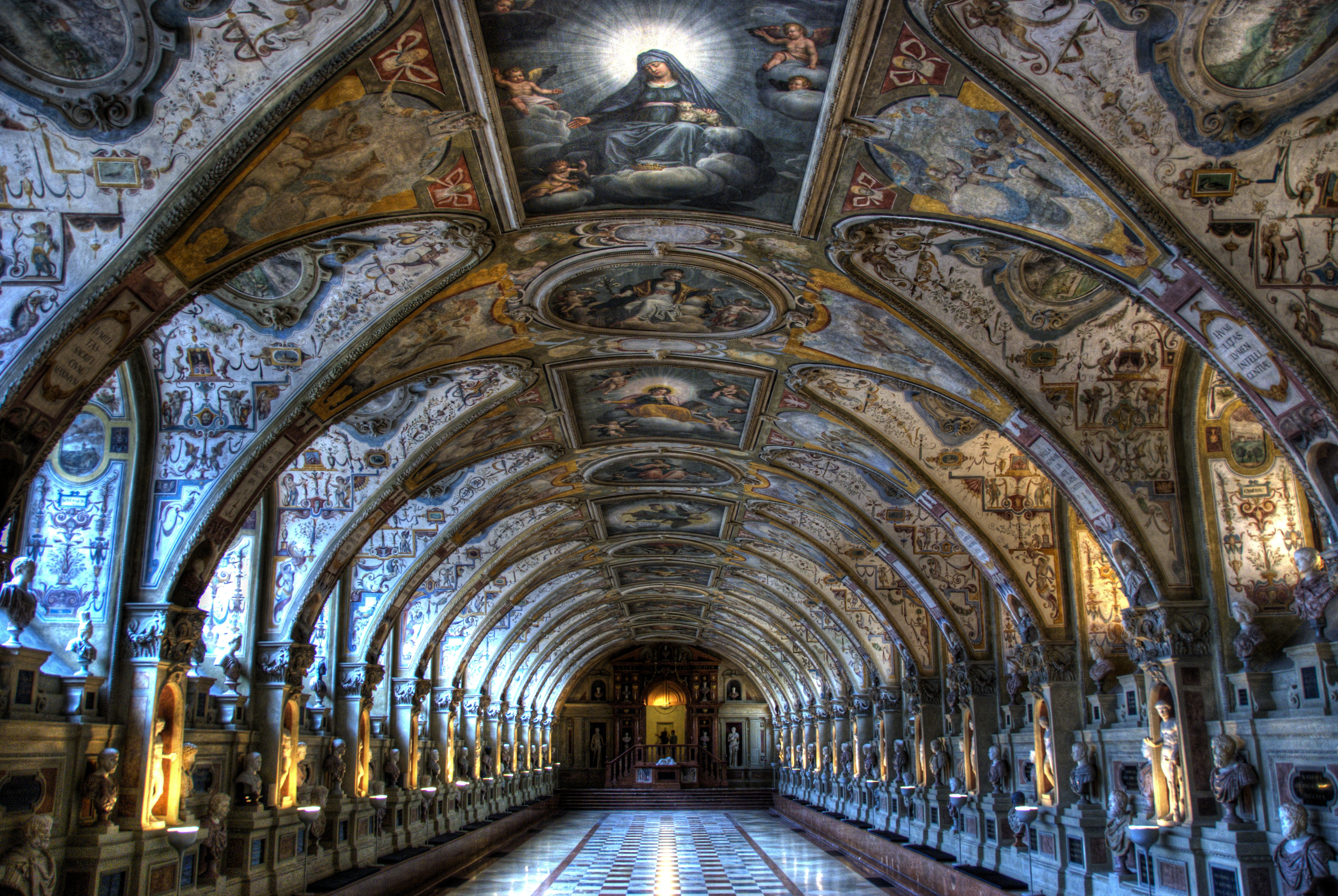
Das Antiquarium, eines der größten Renaissance-Gewölbe Europas

Bereits zur Zeit Ludwig I. (reg.1825–1848) konnte der interessierte Bürger auf Voranmeldung (wenn das Königspaar nicht in der Residenz zugegen war) die Räumlichkeiten des Königsbaus besichtigen. Damit wollte der König seinen Untertanen bewusst seine Vorstellung von königlichem Wohnen vor Augen führen. Unter Prinzregent Luitpold  (reg.1886–1912) war es bereits möglich, alle ungenutzten Teile der Residenz sowie die Alte Schatzkammer zu besichtigen und 1897 erschien schließlich der erste Führer durch die Residenz zu München.
Nach der Revolution 1918 und dem Ende der Monarchie in Bayern gingen die Schlösser der ehemaligen Zivilliste in Besitz des Freistaates Bayern über. Unter ihnen befand sich auch die Münchner Residenz. Diese wurde dann seit 1920 Zug um Zug der Öffentlichkeit zugänglich gemacht. 1937 umfasste die Residenz 157 zugängliche und nummerierte Schauräume, die in zwei Führungslinien zugänglich waren. Das Residenzmuseum war damit bis zur Zerstörung der Residenzanlage im Zweiten Weltkrieg das größte Raumkunstmuseum der Welt.
Nach Kriegsbeginn konnten große Teile des Mobiliars und auch Teile der Wandverkleidung ausgelagert werden. Dies machte eine Wiederherstellung der Anlage nach ihrer Zerstörung in den Jahren 1944 und 1945 möglich. Seit 1945 wurde dann unter Leitung von Tino Walz und dem Leiter der Bauabteilung der Bayerischen Schlösserverwaltung Rudolf Esterer versucht, die noch erhaltenen Teile zu sichern und bei der Bevölkerung für den Wiederaufbau der Residenz zu werben. Erst mit dem Einsetzen des Wirtschaftswunders zu Beginn der 50er Jahre konnte dann der Wiederaufbau in vollen Zügen durch Otto Meitinger beginnen. Im Zuge des 800-jährigen Stadtjubiläums München konnte dann 1958 das Residenzmuseum wiedereröffnet werden. Es bedurfte aber noch weiterer sieben Bauetappen, bis nach 45 Jahren der Wiederaufbau der Anlage und des Residenzmuseums vollendet werden konnte.

## Das Residenzmuseum heute
Mit ca. 570.000 m³ umbauten Raum gehört die größte urbane Schlossanlage Deutschlands heute zu den bedeutendsten Kulturstätten Bayerns. Die von der Bayerischen Schlösserverwaltung betreute Residenz beherbergt heute wieder eines der größten Raumkunstmuseen in Europa mit über 100.000 Kunstwerken. Das heutige Residenzmuseum zeigt mehr als 130 Schauräume. Eine Audioführung wird in sechs Sprachen angeboten.

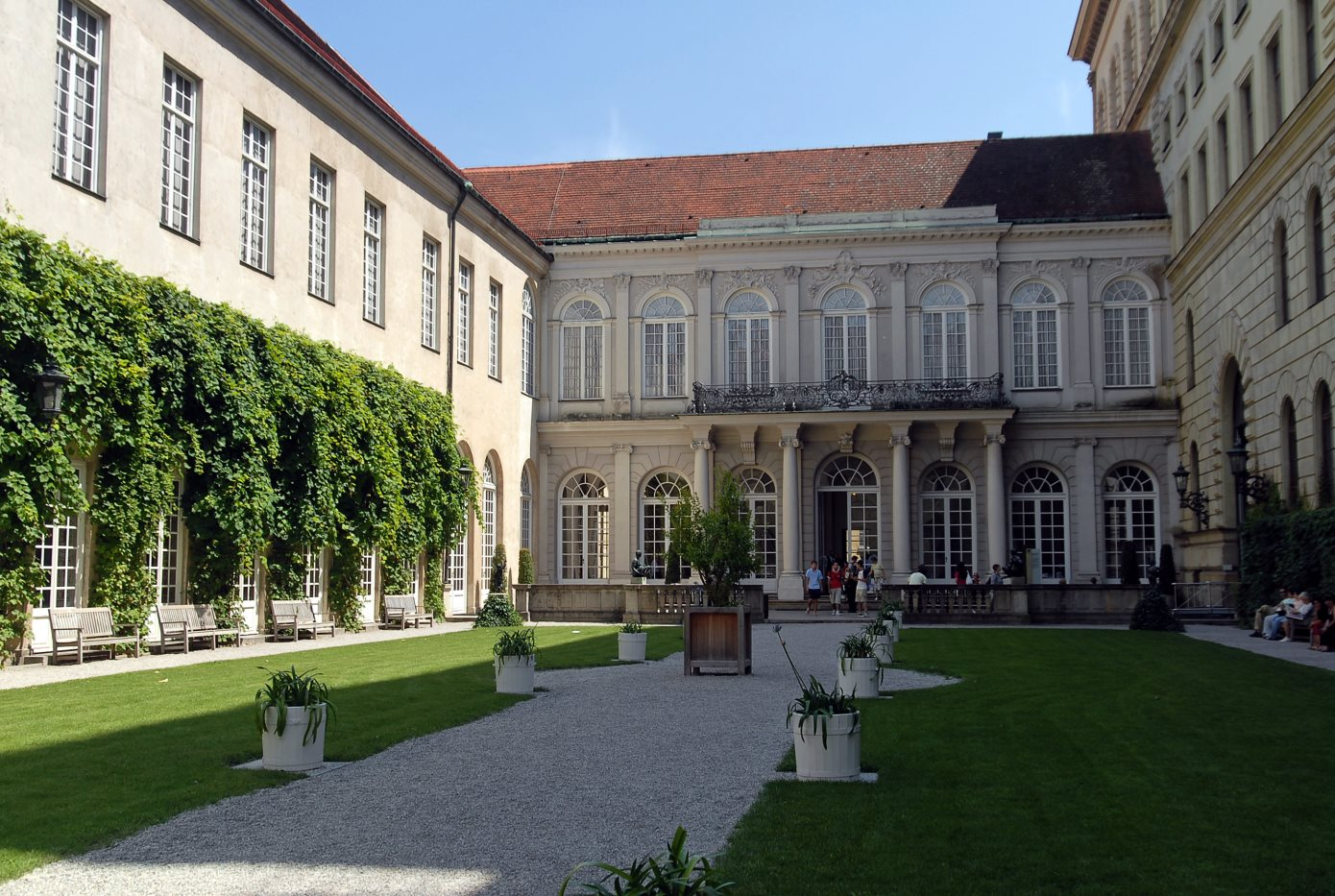
Der Königsbauhof mit dem Eingang des Residenzmuseums

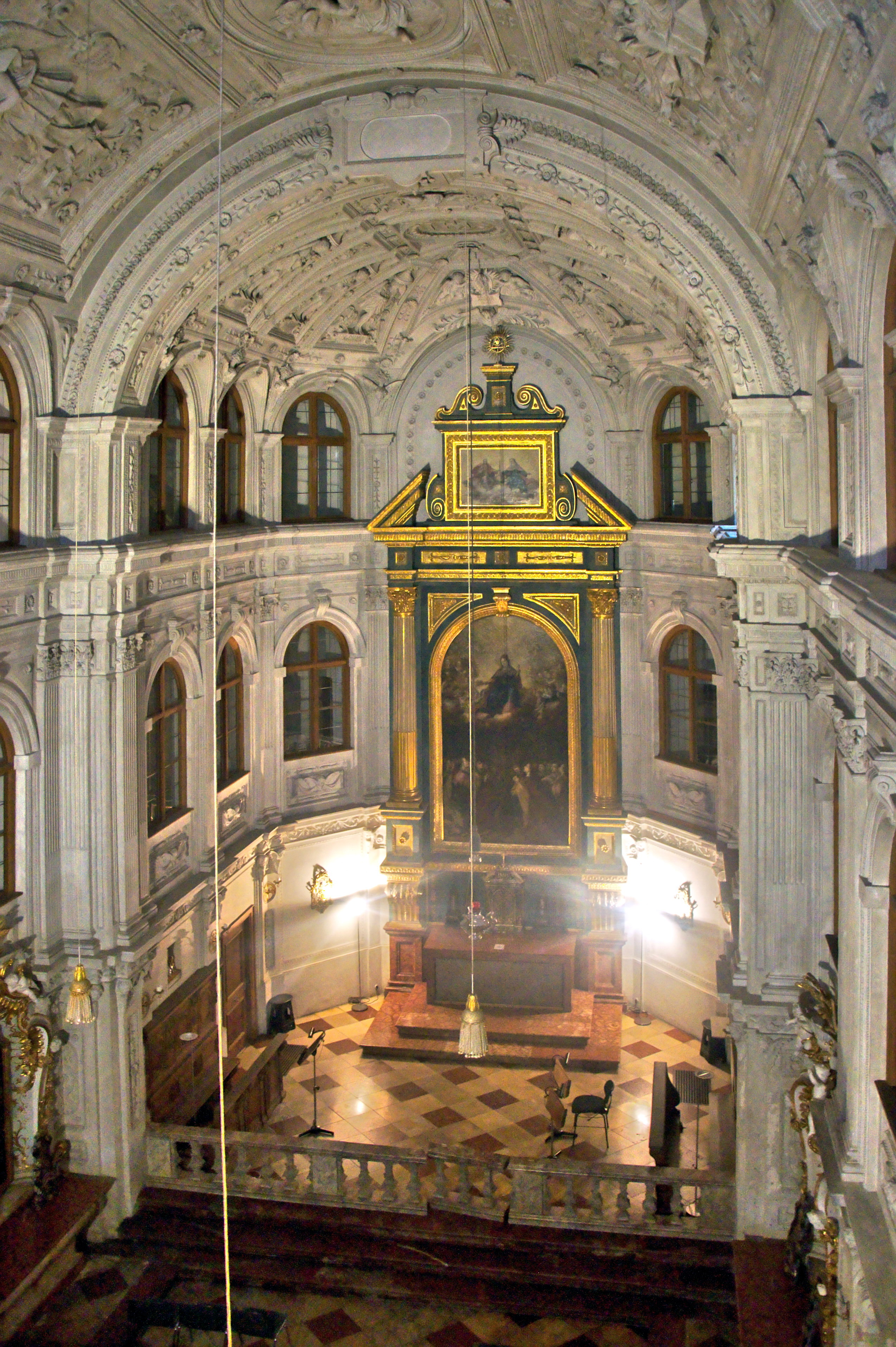
Die Hofkapelle

Der Zutritt zum Museum und der Schatzkammer erfolgt durch den Königsbau und den Königsbauhof am Trakt der Grünen Galerie. Die zweigeschossige Eingangsfassade der Grünen Galerie mit sieben Rundbogenfenstern im Königsbauhof ist ein Meisterwerk von Cuvilliés von 1730.
Heute präsentieren sich in den rund 130 Schauräumen Wohn- und Festräume aus 300 Jahren, sowie eine Reihe von Sammlungsräumen, in denen vor allem die Porzellan- u. Silbersammlungen sowie Reliquien und Paramente gezeigt werden. Festsäle, Prunkräume oder Hofkapellen bayerischer Herrscher vermitteln einen Einblick in historische Raumensembles verschiedener Epochen mit bedeutenden Exponaten weiterer Wittelsbacher Sammlungen beispielsweise von Miniaturen, Gemälden, antiken Skulpturen, Bronzeplastiken, Tapisserien, Möbeln, Uhren, Kerzenleuchtern und Lüstern.
Neben dem Antiquarium, der Alten Hofkapelle und den zahlreichen Prunksälen, den sogenannten Kaiserzimmern, den Reichen Zimmern und den repräsentativen Wohnräumen Ludwigs I., sind besonders die Porzellankammern, die neben Exponaten aus ganz Europa auch eine bedeutende Sammlung aus Ostasien umfassen, und das Miniaturenkabinett mit 129 Miniaturgemälden hervorzuheben. Die Miniaturensammlung mit weiteren Exponaten zählt zu den international anspruchsvollsten Kollektionen dieser Art und umfasst ein breites Spektrum an Miniaturen aus der Zeit des 16. bis 19. Jahrhunderts. Ferner gibt es noch eine Reliquienkammer und die Silberkammer. Mit rund 4000 noch heute vorhandenen Stücken zählt die Silberkammer in der Residenz zu den umfangreichsten noch erhaltenen fürstlichen Silbersammlungen Europas. Die Ausstellung im St. Georgsrittersaal erinnert mit zentralen Bilddokumenten an die verschwundenen Wintergärten der bayerischen Könige Max II. und Ludwig II.
Die Schatzkammer im Königsbau sowie die Münzsammlung können getrennt besichtigt werden. Die Bronzesäle rund um den Vierschäftesaal sind dort gesondert zugänglich: Mit den im Erdgeschoss des Westflügels des Festsaalbaus seit dem Auszug der Ägyptischen Staatssammlung ausgestellten Bronzeplastiken aus dem späten 16. und frühen 17. Jahrhundert präsentiert das Residenzmuseum einen der reichsten Bestände europäischer Bronzekunst aus der Zeit des Manierismus und Frühbarock.
Der Herkulessaal, an dessen Stelle sich vor der Kriegszerstörung der imposante Große Thronsaal befand, sowie die benachbarten Säle im Festsaalbau sind seit Kriegsende nicht mehr Bestandteil des Residenzmuseums.

## Wichtige Räume und Raumfolgen

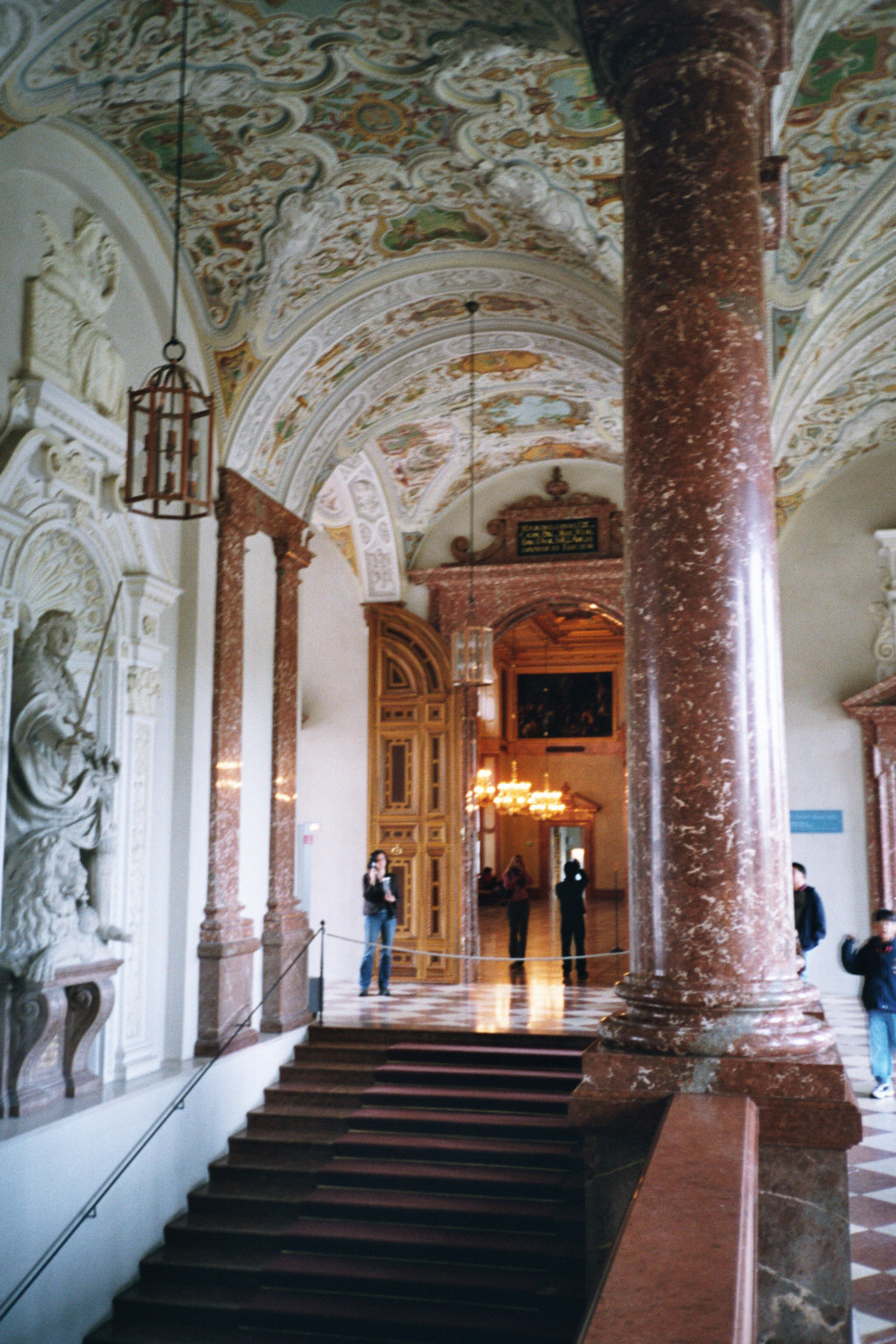
Die Kaisertreppe

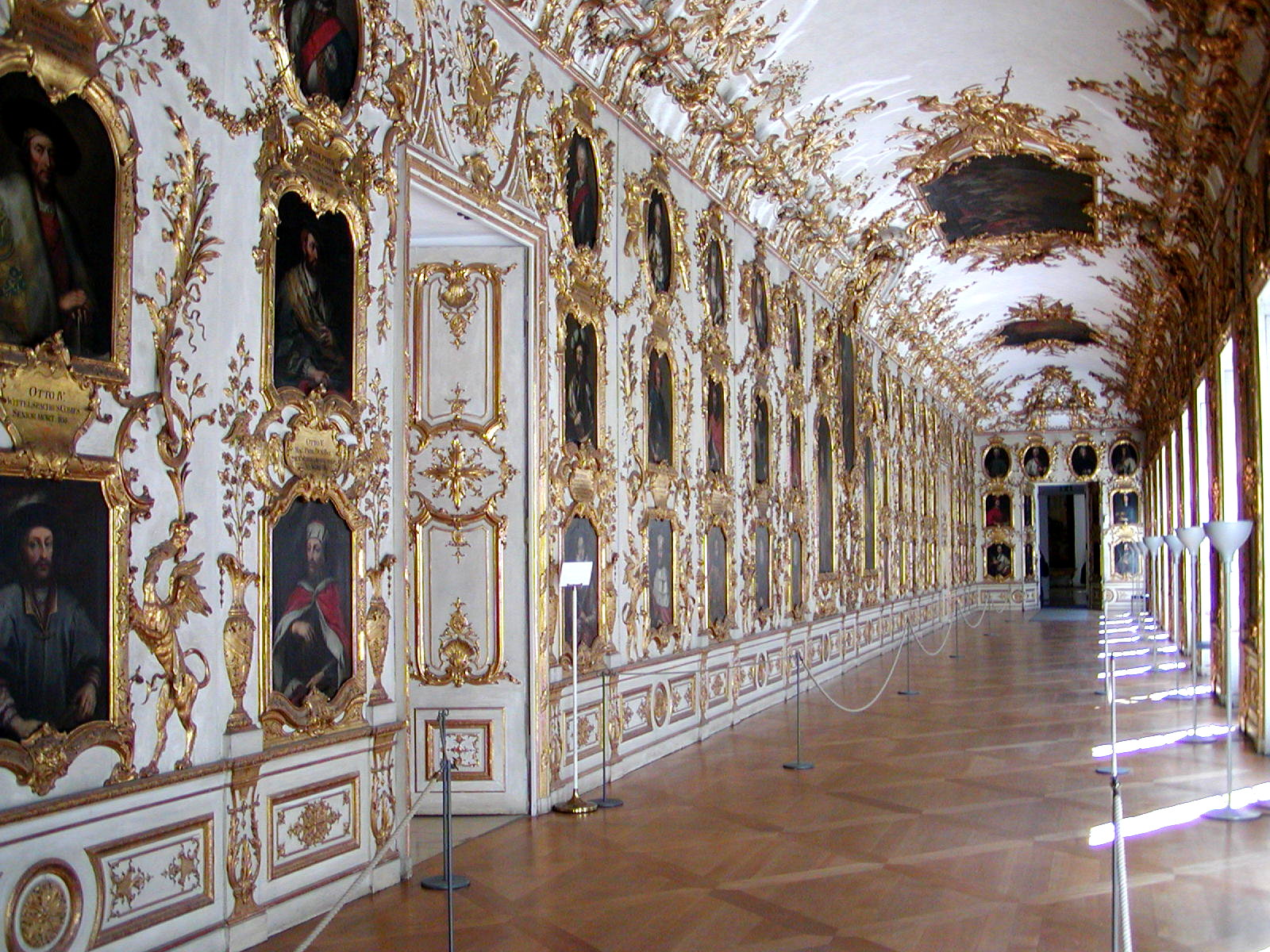
Die Ahnengalerie

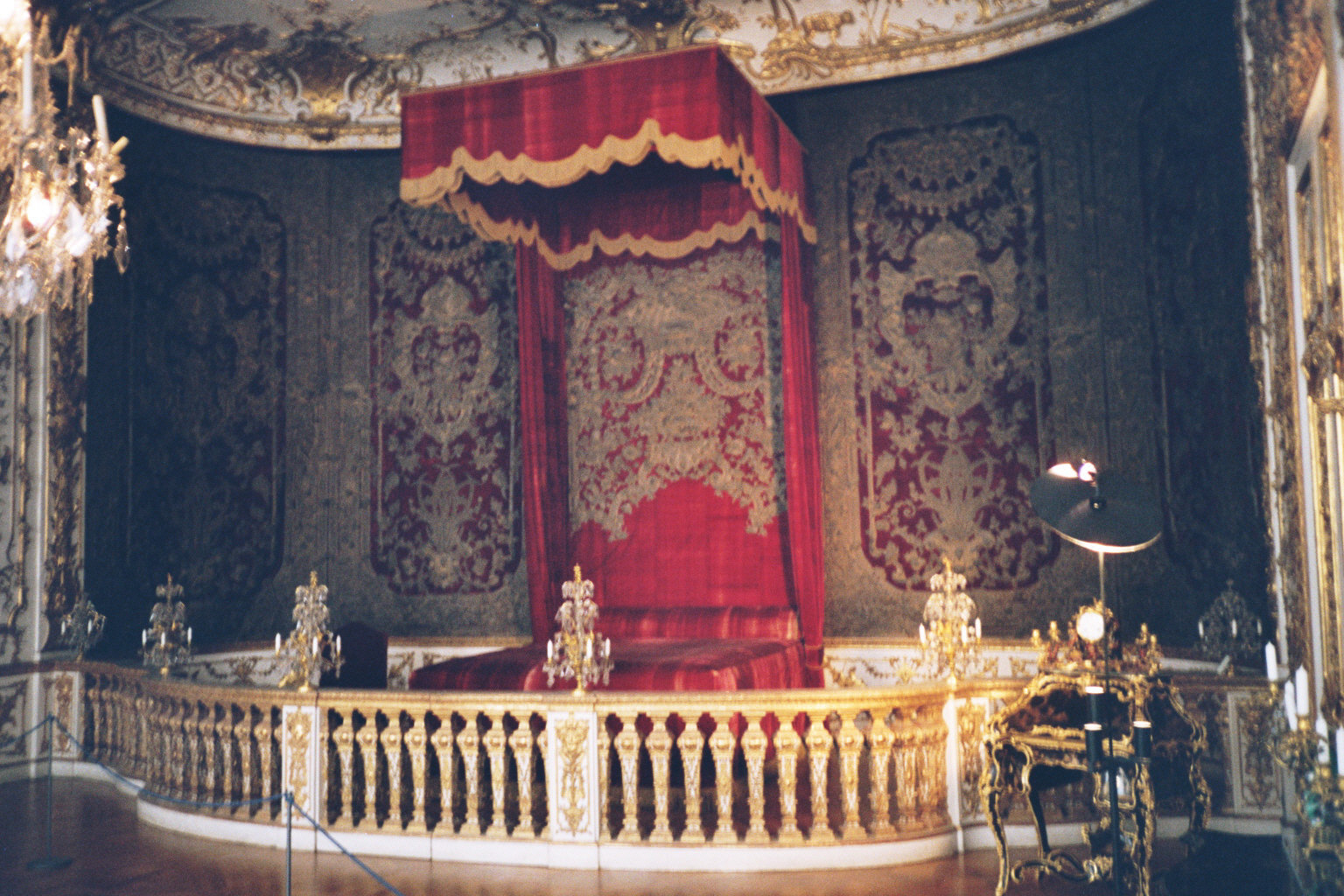
Paradeschlafzimmer der Reichen Zimmer

- Die Ahnengalerie und das Porzellankabinett: Ab 1726 durch den Hofarchitekten Joseph Effner im Stil des Régence errichtet. In die Wandvertäfelung der Ahnengalerie sind über hundert Porträts von Regenten des Hauses Wittelsbach eingelassen. Die vergoldeten Schnitzereien an den Wänden stammen von Wenzeslaus Miroffsky, die Stuckaturen schuf Johann Baptist Zimmermann. An die Galerie schließt sich das reich dekorierte Porzellankabinett mit Boiserien von Joachim Dietrich an.
- Der Grottenhof: Einer der zehn Innenhöfe der Residenz, der aber nur durch einen Besuch des Residenzmuseums zugänglich ist. Er entstand durch Friedrich Sustris 1581 bis 1589 im Anschluss an das Antiquarium als Gartenhof mit Brunnen. Der Grottenhof mit der mit Muscheln verzierten Grottenhalle ist ein Hauptwerk des Manierismus in Deutschland. In der Mitte des Hofes liegt der Brunnen mit einer Kopie der Skulptur Perseus und Medusa. Das wertvolle Original von Hubert Gerhard befindet sich heute geschützt in der Zweiten Paramentenkammer der Residenz.
- Das Antiquarium: Der älteste erhaltene Raum der Münchner Residenz (1568–1571) und gleichzeitig einer der größten und prächtigsten Renaissancesäle nördlich der Alpen.
- Der Schwarze Saal: Er entstand 1590, im Südosten an das Antiquarium anschließend. Die illusionistische Deckenmalerei ist ein Werk von Hans Werl. Der ziemlich flache frühbarocke Schwarze Saal mit seiner illusionistischen Deckenmalerei imitiert nur einen hohen Raum mit Lichtkuppel, wobei die Optik nur von einem Blickpunkt aus, unter dem Lüster, richtig funktioniert.
- Die Gelbe Treppe: Ursprünglich von Leo von Klenze gestaltet, wurde sie von 2016 bis 2020 wiederhergestellt, sie war einst der Hauptzugang zu den Räumen im Königsbau. Nachdem die Prunktreppe und die Säle des Festsaalbaus heute nicht mehr existieren, repräsentiert besonders sie die eindrucksvolle Innenarchitektur des späten Klassizismus. Die Kuppel ist zwölf Meter hoch, zwei Karyatiden flankieren das Prunkportal. Die Treppe verbindet den Trakt des Schwarzen Saals mit dem Ersten Vorzimmer des Königs im Königsbau.
- Die Kurfürstenzimmer: Eine ab 1746 durch Johann Baptist Gunetzrhainer im Rokoko ausgebaute Raumfolge. Die später von François de Cuvilliés nochmals überarbeitete Ausstattung ist nur noch teilweise erhalten.
- Die Charlottenzimmer: Ab 1814 richtete sich Prinzessin Charlotte Auguste in diesen Räumen eine Wohnung im Stil des Empire ein. An sie schließen sich die Hofgartenzimner an, so genannt nach den nun dort ausgestellten Kunstwerken aus dem früheren Hofgartentrakt des Festsaalbaus.
- Die Trierzimmer: Eine ab 1612–1616 errichtete Raumflucht und nach Clemens Wenzeslaus von Sachsen, Kurfürst und Erzbischof von Trier benannt, der hier häufig wohnte. Auch hier stammen die Gemälde von Peter Candid, zahlreiche Wirkteppiche und Prunkmöbel des 17. Jahrhunderts dekorieren die Räume.
- Die Kaisertreppe als prunkvoller Aufgang, der Kaisersaal und der Vierschimmelsaal entstanden ursprünglich im Frühbarock, gleichzeitig mit den Steinzimmern. Der Kaisersaal ist mit prachtvollen, die Herrschertugenden darstellenden Wandteppichen geschmückt, an der Prunkdecke befindet sich ein Bilderzyklus von Peter Candid. Der Vierschimmelsaal diente als Vor- und Speisezimmer und ist nach einem verlorenen Mittelbild der Decke benannt.
- Die Steinzimmer (ehem. Kaiserzimmer): Ab 1611 errichtete Raumfolge, im 17. Jahrhundert waren sie die größte und bedeutendste Raumfolge der Residenz.  Die mit Goldfäden durchwirkten Behängen entstanden nach Entwürfen des Hofmalers Peter Candid. Ihr Name geht auf die reiche Ausstattung mit Marmor, Stuckmarmor und Stuckmarmorintarsie zurück. Besonders kostbare Ausstattungsstücke sind unter anderem die Wandteppiche.
- Die Hofkapelle: Die doppelstöckige Hofkapelle entstand bis 1630. Das große Mittelbild des Hauptaltars von Hans Werl zeigt Maria in der Glorie unter der Dreifaltigkeit.
- Die Reiche Kapelle:  Die 1607 geweihte Kapelle war der private Andachts- und Gebetsraum des Kurfürsten. Sie ist daher besonders prächtig mit Buntmarmor und vergoldeten Reliefs ausgeschmückt. Die Wände sind mit Scagliolatafeln verkleidet worden.
- Die Reichen Zimmer: Eine überaus prunkvolle Raumflucht von 1730 bis 1733/37 nach Plänen des Hofarchitekten François de Cuvilliés d. Ä. unter anderem mit dem Audienzzimmer, dem Konferenzzimmer und als Höhepunkt dem Paradeschlafzimmer und dem Miniaturenkabinett. Cuvilliés entwarf nicht nur die Disposition der Räume, sondern auch die Wandvertäfelungen, die Stuckaturen und einen Teil der Möbel, die von den besten Hofkünstlern gearbeitet wurden.
- Die Grüne Galerie: Mit einer reich stuckierten und geschnitzten Raumausstattung, sie ist ebenfalls Bestandteil der Reichen Zimmer. Sie diente als Festsaal, Bilder- und Spiegel Galerie zugleich.
- Die Päpstlichen Zimmer: 1666/67 ließ Kurfürstin Henriette Adelaide das Appartement im Stil des Turiner Hochbarock neu gestalten, im 18. Jahrhundert nach einem Papstbesuch umbenannt. Architekt war Agostino Barelli, während die Raumentwürfe von Antonio Pistorini stammten. Bis heute gut erhalten hat sich jedoch nur das Herzkabinett der Kurfürstin.
- Die Appartements des Königspaares: Die klassizistischen Appartements entstanden ebenfalls mit dem Königsbau. Die Innenausstattung der Prunkappartements des Königs und der Königin einschließlich der Wandgestaltung und des Mobiliar entwarf Leo von Klenze. Im rückwärtigen Teil lagen einst die Privatgemächer des Königspaares, heute befinden sich hier Ausstellungsräume zur Geschichte der Residenz.
- Die Nibelungensäle: Sie entstanden ab 1828 im Königsbau mit bedeutender nazarenischer Monumentalmalerei. Die Bilder der Nibelungensage stammen von Julius Schnorr von Carolsfeld unter Mitarbeit von Friedrich von Olivier und Wilhelm Hauschild.

## Allerheiligen-Hofkirche
Die neobyzantinische Allerheiligen-Hofkirche, errichtet 1826–1837 durch Leo von Klenze, ist zeitweise innerhalb des Museumsrundgangs an der Empore der Kirche vom Allerheiligengang aus einsehbar oder durch das Portal an der Ostseite am Marstallplatz zu betreten.

## Cuvilliés-Theater
Das Cuvilliés-Theater (ehemals Residenztheater) ist eines der bedeutendsten Rokokotheater, das 1751–1753 an der Stelle des heutigen Neuen Residenztheaters erbaut wurde. Es befindet sich heute im sogenannten Apothekenstock des Festsaalbaus und ist nur gesondert am Brunnenhof zugänglich.

## Besucher
393.695 Besucher kamen 2019 in das Residenzmuseum. Die gesamte Residenz, also Museum, Cuvilliés-Theater (107.873 Besucher) und die Schatzkammer (19.037 Besucher), kamen 2019 sogar auf 521.417 Besucher, ein neuer Rekord.
Damit lag die Residenz sogar vor den Ludwig-Schlössern Linderhof und Herrenchiemsee. An Neuschwanstein mit seinen rund 1,44 Millionen Besuchern kommt die Residenz nicht vorbei. Im Schloss Nymphenburg waren dagegen in diesem Jahr 323.575 und damit gut 11.500 Besucher weniger als 2018.
Im Jahre 2020 waren es dann auf Grund der Corona-Pandemie nur noch insgesamt 85.232 Besucher im Residenzmuseum.